# 5342 Le Poole
Az 5342 Le Poole (ideiglenes jelöléssel 3129 T-2) a Naprendszer kisbolygóövében található aszteroida. Cornelis Johannes van Houten,  Ingrid van Houten-Groeneveld,  Tom Gehrels fedezte fel 1973. szeptember 30-án.